# Флаг Дзержинского
Флаг Дзержи́нского — официальный символ городского округа Дзержинский Московской области Российской Федерации.
Флаг утверждён 19 ноября 1997 года и внесён в Государственный геральдический регистр Российской Федерации под номером 430.
Флаг муниципального образования город Дзержинский составлен на основании герба муниципального образования город Дзержинский по правилам и соответствующим традициям вексиллологии и отражает исторические, культурные, социально-экономические, национальные и иные местные традиции.

## Описание
«Флаг города Дзержинского представляет собой прямоугольное двустороннее полотнище с отношением ширины к длине 2:3, с красным изображением поля флага, над 1/6 частью флага внизу и под 1/6 частью сверху по центру расположен фрагмент белой стены без зубцов о двух белых башнях, из которых правая ниже и имеет сквозную двойную арку; кровли башен — остроконечные, зелёные, с такими же флюгерами в виде двух флажков о двух косицах; из-за стены восходит жёлтое (золотое), со вписанными пятью прямыми незавершёнными лучами солнце».

## Обоснование символики
Изображение флага соответствует мотиву герба города Дзержинского, где языком геральдических символов в виде условно изображённой крепостной стены, древнего памятника архитектуры, предшествующего основанию города, — Николо-Угрешского монастыря, заложенного в 1380 году князем Дмитрием Донским в честь его победы над монголо-татарскими завоевателями на Куликовом поле. Значение этой победы отражено восходящим солнцем — символом свободы и мира. Объединяющим основную идею флага является его красный цвет — в геральдике символизирует мужество, геройство, храбрость, самоотверженность и справедливую борьбу.
Голубая волнообразная оконечность показывает то, что город стоит на берегу реки Москвы.
Таким образом, во флаге города Дзержинского языком геральдических символов гармонично отражены история становления города и природные особенности его окрестностей.